# Marathon van Amsterdam 2016

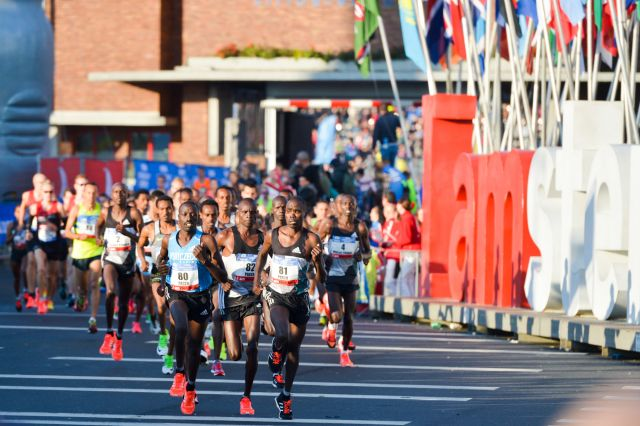
Kopgroep verlaat het stadion.

De marathon van Amsterdam 2016 vond plaats op zondag 16 oktober 2016 in Amsterdam, onder de naam TCS Amsterdam Marathon. Het was de 41e editie van deze marathon. De omstandigheden waren met 15 °C, weinig wind en lage vochtigheid gunstig gestemd. Het evenement deed tevens dienst als Nederlands kampioenschap op de marathon.
De wedstrijd werd bij de mannen gewonnen door de Keniaan Daniel Wanjiru, die met zijn finishtijd van 2:05.21 het parcoursrecord verbeterde. Zijn landgenoten Sammy Kitwara (2:05.45) en Marius Kimutai (2:05.47) maakten het Keniaanse podium compleet. Bij de vrouwen won de Ethiopische Meselech Melkamu de wedstrijd in 2:23.21. De Nederlandse titel bij de mannen werd veroverd door Khalid Choukoud in 2:11.23, waarmee hij nipt langzamer was dan de limiet (2:11.00) om zich te plaatsen voor de wereldkampioenschappen in 2017. Na afloop meldde hij: "Ik heb een heel goed gevoel aan deze marathon overgehouden. Het ging goed en ik kwam enorm fris aan de finish. Ik heb mijn niveau terug". Bij de vrouwen won Ruth van der Meijden de nationale titel in 2:33.44.
In totaal finishten 12.181 lopers de marathon.
Naast de hele marathon kende het evenement ook een halve marathon, 8 km en diverse kinderlopen.

## Uitslagen

### Marathon

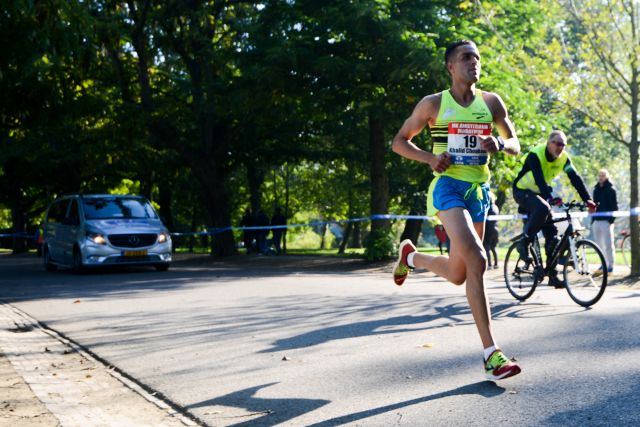
Khalid Choukoud in het Vondelpark

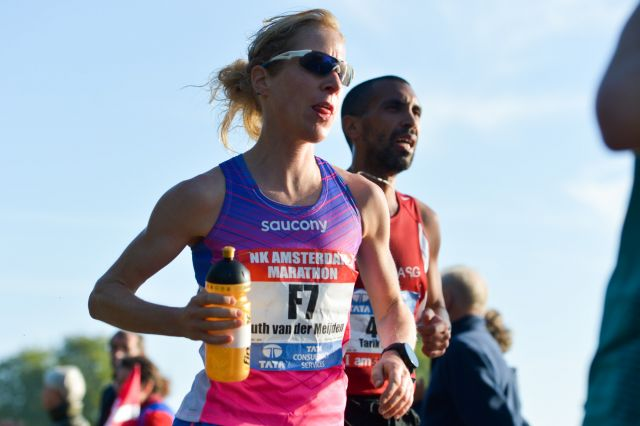
Ruth van der Meijden op weg naar haar nationale titel

Mannen
| rang   | naam              | land | tijd    |
| ------ | ----------------- | ---- | ------- |
| Goud   | Daniel Wanjiru    | KEN  | 2:05.21 |
| Zilver | Sammy Kitwara     | KEN  | 2:05.45 |
| Brons  | Marius Kimutai    | KEN  | 2:05.47 |
| 4      | Laban Korir       | KEN  | 2:05.54 |
| 5      | Ezekiel Chebii    | KEN  | 2:06.07 |
| 6      | Felix Kipchirchir | KEN  | 2:06.25 |
| 7      | Geoffrey Kirui    | KEN  | 2:06.27 |
| 8      | Bernard Kipyego   | KEN  | 2:06.45 |
| 9      | Mule Wasihun      | ETH  | 2:07.19 |
| 10     | Abera Kuma        | ETH  | 2:07.48 |
| 11     | Samuel Kigen      | KEN  | 2:08.19 |
| 12     | Wilson Chebet     | KEN  | 2:08.19 |
| 13     | Amos Choge        | KEN  | 2:09.08 |
| 14     | Khalid Choukoud   | NED  | 2:11.23 |
| 15     | Dereje Gebrehiwot | ETH  | 2:13.39 |
| 16     | Merhawi Kesete    | ERI  | 2:13.39 |
| 17     | Fernando Cabada   | USA  | 2:14.52 |
| 18     | Worknesh Fikre    | ETH  | 2:14.53 |
| 19     | Aguelmis Rojas    | URU  | 2:15.40 |
| 20     | Koen Raymaekers   | NED  | 2:15.49 |

Vrouwen
| rang   | naam                 | land | tijd    |
| ------ | -------------------- | ---- | ------- |
| Goud   | Meselech Melkamu     | ETH  | 2:23.21 |
| Zilver | Abebech Afework      | ETH  | 2:24.27 |
| Brons  | Eunice Chebichii     | BRN  | 2:25.00 |
| 4      | Priscah Jeptoo       | KEN  | 2:25.57 |
| 5      | Meseret Hailu        | ETH  | 2:27.50 |
| 6      | Zenash Gezmu         | ETH  | 2:32.48 |
| 7      | Ruth van der Meijden | NED  | 2:33.44 |
| 8      | Louise Wiker         | SWE  | 2:36.39 |
| 9      | Ingrid Versteegh     | NED  | 2:49.20 |
| 10     | Annemieke Breukink   | NED  | 2:53.50 |

### NK
Mannen
| rang   | naam            | land | tijd    |
| ------ | --------------- | ---- | ------- |
| Goud   | Khalid Choukoud | NED  | 2:11.23 |
| Zilver | Koen Raymaekers | NED  | 2:15.49 |
| Brons  | Wouter Jansen   | NED  | 2:23.30 |

Vrouwen
| rang   | naam                 | land | tijd    |
| ------ | -------------------- | ---- | ------- |
| Goud   | Ruth van der Meijden | NED  | 2:33.44 |
| Zilver | Ingrid Versteegh     | NED  | 2:49.20 |
| Brons  | Annemieke Breukink   | NED  | 2:53.59 |

### Halve marathon
Mannen
| rang   | naam                | land | tijd    |
| ------ | ------------------- | ---- | ------- |
| Goud   | Daniel Valdez Lopez | MEX  | 1:09.12 |
| Zilver | Antoine Rondot      | FRA  | 1:10.18 |
| Brons  | Luigi Zullo         | ITA  | 1:11.05 |

Vrouwen
| rang   | naam                    | land | tijd    |
| ------ | ----------------------- | ---- | ------- |
| Goud   | Janica Mäkelä           | FIN  | 1:19.44 |
| Zilver | Mathilde Hannuise       | BEL  | 1:23.07 |
| Brons  | Johanna Gascoigne-Owens | GBR  | 1:22.57 |

1975 ·
1976 ·
1977 ·
1978 ·
1979 ·
1980 ·
1981 ·
1982 ·
1983 ·
1984 ·
1985 ·
1986 ·
1987 ·
1988 ·
1989 ·
1990 ·
1991 ·
1992 ·
1993 ·
1994 ·
1995 ·
1996 ·
1997 ·
1998 ·
1999 ·
2000 ·
2001 ·
2002 ·
2003 ·
2004 ·
2005 ·
2006 ·
2007 ·
2008 ·
2009 ·
2010 ·
2011 ·
2012 ·
2013 ·
2014 ·
2015 ·
2016 ·
2017 ·
2018 ·
2019 ·
2020 ·
2021 ·
2022 ·
2023 ·
2024 ·
2025